# Luis de los Cobos
Luis de los Cobos Almaraz (født 20. april 1927 i Valladolid, Spanien - død 16. november 2012 i Genéve, Schweiz) var en spansk komponist, dirigent, violinist, lærer og advokat.
Cobos studerede violin og komposition og jura privat som ung i sin hjemby, inden han studerede videre i Madrid, Paris, Wien og til sidst i Genéve, hvor han også studerede direktion hos bla Igor Markevitch, og slog sig ned og fik statsborgerskab (1952). Han har skrevet 2 symfonier, orkesterværker, kammermusik, operaer, balletmusik, koncertmusik, 6 strygerkvartetter, korværker, solostykker for mange instrumenter, elektroniskmusik, vokalmusik, A capellamusik etc.
Cobos havde en doktorgrad i Jura, som han underviste i på Universitetet i Genéve, og levede som freelance komponist ved siden af.

## Udvalgte værker
- Symfoni nr. 1 "En elevator" (1956) - for orkester
- Symfoni nr. 2 "Den mistede fyrreskov" (2012) - for orkester
- Cellokoncert nr. 1 (1958) - for cello og orkester
- Cellokoncert nr. 2 "Af opstandelsen" (1981) - for cello og orkester
- Guitarkoncert "Nerja" - for guitar og orkester
- "Requiem" (1977) - for solister, kor og orkester